# Potsdamer Kickers
Die Potsdamer Kickers (offiziell: Potsdamer Kickers 94 e.V.) sind ein Sportverein aus Potsdam. Neben Fußball bietet der Verein die Sportarten Gymnastik, Bowling und Volleyball sowie weiteren Freizeitsport an.

## Geschichte
Der Verein wurde am 17. April 1994 durch unzufriedene Mitglieder des SSV Turbine Potsdam gegründet. A-Jugendtrainer Fred Hagedorn und einige seiner Spieler sahen in diesem Verein keine sportliche Perspektive für junge Spieler und gründeten daraufhin die Potsdamer Kickers. Im April 1996 schloss sich die Fußballabteilung des PSV Potsdam/Eiche den Kickers an.
Seit Gründung des Vereins haben die Mitglieder mit erschwerten Bedingungen zu kämpfen. Neben einem für den Spielbetrieb normalerweise zu kleinen Fußballfeld steht dem Verein kein eigenes Funktionsgebäude zur Verfügung. Im April 2016 sorgten die Mitglieder der Potsdamer Kickers für Aufruhr in der brandenburgischen Landeshauptstadt. Mit einer organisierten Foto-Aktion und einer dringenden Bitte wendeten sie sich an die Potsdamer Stadtverordnetenversammlung und wiesen auf die höchst wettkampfuntauglichen Umstände inmitten eines der größten Fußballvereine Potsdams hin.

### Frauenfußball
Die Frauenfußballabteilung wurde im Jahre 2012 gegründet. Zur Mannschaft gehörten zahlreiche ehemalige Spielerinnen des 1. FFC Turbine Potsdam. Monique Braun und Franziska Hagemann hatten bereits für Turbine in der Bundesliga gespielt. In der ersten Saison gelang der Aufstieg in die Landesliga und der Gewinn des Brandenburgischen Landespokals durch einen 2:1-Sieg gegen den FSV Babelsberg 74.
Damit qualifizierte sich die Mannschaft für den DFB-Pokal und verlor das Erstrundenspiel gegen den Zweitligaaufsteiger FC Viktoria 1889 Berlin mit 2:5. In der Landesligasaison 2013/14 gewannen die Kickers mit einem 4:1-Sieg im Elfmeterschießen gegen Blau-Weiß Beelitz die brandenburgische Meisterschaft. Anschließend wurde die Mannschaft aufgelöst, der Trainer und viele Leistungsträgerinnen wechselten zum FSV Babelsberg 74.

### Männerfußball
Der Verein startete 1994 in der 2. Kreisklasse und stieg nach Jahren des kreislichen Spielbetriebes 2006 in die Landesklasse auf. Drei Jahre später stiegen die Kickers in die Landesliga auf, der sie zwei Spielzeiten lang angehörten. Nach zwei Abstiegen spielt der Verein in der Saison 2014/15 wieder auf Kreisebene. Der erneute Aufstieg in die Landesebene gelang 2015/16.

## Persönlichkeiten
- Monique Braun
- Franziska Hagemann
- Jannis Lang
- Anne-Rose Lindner
- Chantal Willers